# Fischers toerako
Fischers toerako (Tauraco fischeri) is een vogel die behoort tot de familie Musophagidae (toerako's). De vogel werd in 1878 door Anton Reichenow beschreven en als eerbetoon naar de Duitse ontdekkingsreiziger Gustav Fischer vernoemd die de vogel had verzameld in Afrika. Het is een voor uitsterven gevoelige vogelsoort in oostelijk Afrika.

## Kenmerken
De vogel is gemiddeld 40 cm lang. Het is een van de groen gekleurde soorten toerako's waarvan het verenkleed grotendeels glanzend blauwgroen is. Kenmerkend voor deze soort is de combinatie van een rode kuif die achter doorloopt tot op de nek en de witte rand om het oog. Dit wit omsluit een zwarte vlek bij het oog en het wit loopt uit als een korte oogstreep.

## Verspreiding en leefgebied
Deze soort komt voor in Oost-Afrika en telt twee ondersoorten:
- T. f. fischeri: van zuidelijk Somalië tot noordoostelijk Tanzania.
- T. f. zanzibaricus: Zanzibar (nabij Tanzania).

Het leefgebied bestaat uit bosrijk gebied. Hoewel de vogel wordt aangetroffen in zwaar gedegradeerd bos, is de voorkeurshabitat natuurlijk tropisch bos met vruchtdragende bomen. In ieder geval is de aanwezigheid binnen het leefgebied van grote bomen een belangrijke voorwaarde.

## Status
Fischers toerako heeft een beperkt verspreidingsgebied en daardoor is de kans op uitsterven aanwezig. De grootte van de populatie werd in 2016 door BirdLife International geschat op 1,5 tot 7 duizend individuen en de populatie-aantallen nemen af. De vangst en handel in deze vogelsoort is een van de grootste bedreigingen. Daarnaast is er, vooral op Zanzibar sprake van habitatverlies door ontbossingen. Om deze redenen staat deze soort als gevoelig op de Rode Lijst van de IUCN.

## Status als kooivogel
Toerako's worden vaak gehouden in vogelcollecties. Er gelden officieel beperkingen voor de handel in deze vogel, want de soort staat in de Bijlage II van het CITES-verdrag. ZOO Antwerpen in België is stamboekhouder van de soort.